# Xestobium parvum
Xestobium parvum är en skalbaggsart som beskrevs av White 1976. Xestobium parvum ingår i släktet Xestobium och familjen trägnagare. Inga underarter finns listade i Catalogue of Life.